# Liste der diplomatischen Vertretungen in Mikronesien

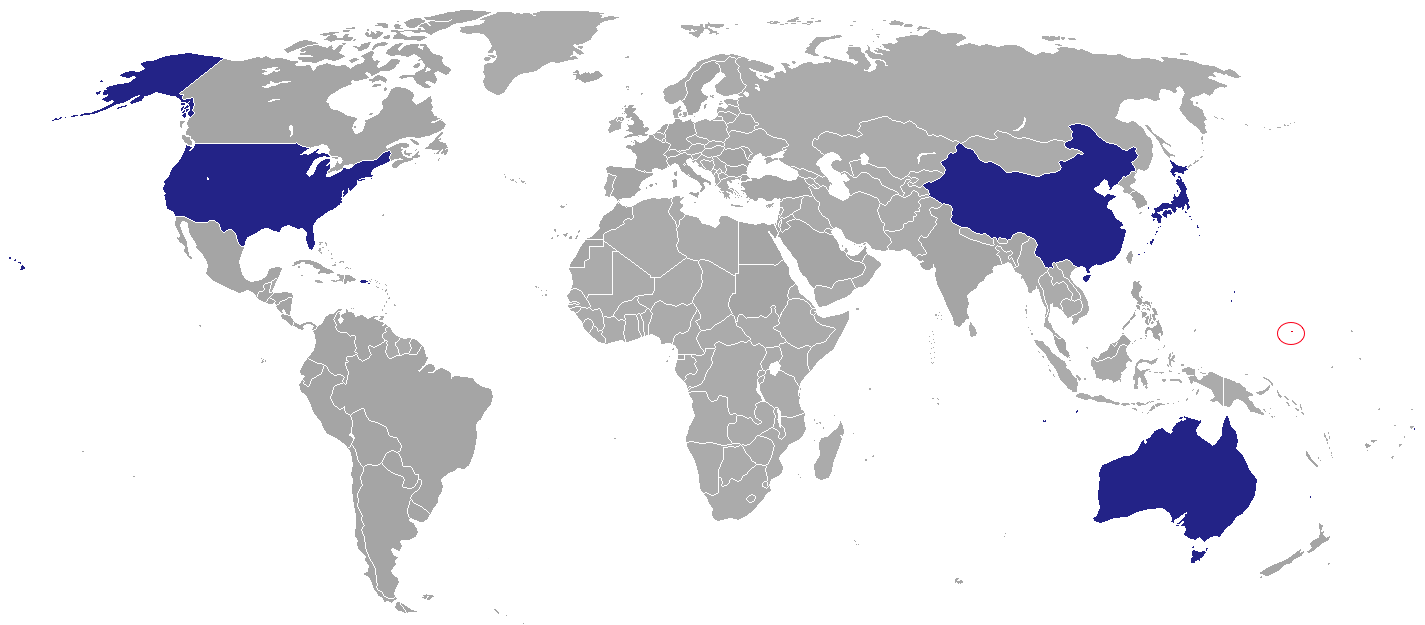
Staaten mit einer Botschaft in Mikronesien

Die Liste der diplomatischen Vertretungen in Mikronesien führt Botschaften und Konsulate auf, die in den Föderierten Staaten von Mikronesien eingerichtet sind (Stand 2019).

## Botschaften in Mikronesien
4 Botschaften sind in der mikronesienisch Hauptstadt Pohnpei eingerichtet (Stand 2019).

### Staaten
| - Australien: Botschaft - Japan: Botschaft - Vereinigte Staaten: Botschaft - Volksrepublik China: Botschaft |